# كريس ويليام
كريس ويليام (بالإنجليزية: Chris Hale)‏ هو لاعب كرة قدم أمريكية أمريكي، ولد في 4 يناير 1966 في مونروفيا في الولايات المتحدة.

## وصلات خارجية
- كريس ويليام على موقع مرجع كرة القدم المحترفة.كوم (الإنجليزية)